# Чемпіонат Білорусі з хокею 1998—1999
Чемпіонат Білорусі з хокею 1998—1999 — 7-й розіграш чемпіонату Білорусі. У сезоні 1998—1999 брали участь чотири  клуби.

## Підсумкова таблиця
| М  | Команда         | І  | В  | Н | П | Ш     | О  |
| -- | --------------- | -- | -- | - | - | ----- | -- |
| 1. | Німан Гродно    | 18 | 10 | 1 | 7 | 70:59 | 21 |
| 2. | Юність-Мінськ   | 18 | 8  | 2 | 8 | 71:63 | 18 |
| 3. | Полімір         | 18 | 7  | 4 | 7 | 54:51 | 18 |
| 4. | Тівалі (Мінськ) | 18 | 6  | 3 | 9 | 45:67 | 15 |